# Vlasina Rid
Vlasina Rid (cirill betűkkel Власина Рид) egy falu Szerbiában, a Pcsinyai körzetben, Surdulica községben.

## Népesség
- 1948-ban 2 669 lakosa volt.
- 1953-ban 2 689 lakosa volt.
- 1961-ben 1 945 lakosa volt.
- 1971-ben 1 186 lakosa volt.
- 1981-ben 641 lakosa volt.
- 1991-ben 426 lakosa volt
- 2002-ben 276 lakosa volt,[1] akik közül 272 szerb (98,55%), 2 macedón és 2 ismeretlen.[2]